# Ким Юсок
Ким Юсок (кор. 김 유석; род. 19 января 1982, Кванджу) — южнокорейский легкоатлет, специалист по прыжкам с шестом. Выступал на профессиональном уровне в 2000—2014 годах, обладатель серебряной медали Азиатских игр, чемпион Кореи, участник трёх летних Олимпийских игр.

## Биография
Ким Юсок родился 19 января 1982 года в городе Кванджу, Республика Корея.
Впервые заявил о себе в лёгкой атлетике на международном уровне в сезоне 2000 года, когда вошёл в состав южнокорейской сборной и выступил в прыжках с шестом на юниорском мировом первенстве в Сантьяго.
Продолжил карьеру в Калифорнийском университете в Лос-Анджелесе, в составе университетской легкоатлетической команды «УКЛА Брюинз» успешно выступал на различных студенческих соревнованиях в США.
Будучи студентом, в 2003 году представлял Южную Корею на домашней Всемирной Универсиаде в Тэгу, где в зачёте прыжков с шестом стал восьмым.
В 2004 году отметился выступлением на чемпионате мира в помещении в Будапеште. Удостоился права защищать честь страны на летних Олимпийских играх в Афинах — на предварительном квалификационном этапе взял высоту в 5,30 метра, чего оказалось недостаточно для выхода в финал.
В 2005 году участвовал в чемпионате мира в Хельсинки и Всемирной Универсиаде в Измире, в обоих случаях провалил все свои попытки.
В 2006 году среди прочего прыгал с шестом на Азиатских играх в Дохе.
В сентябре 2007 года на соревнованиях в американском Ливерморе превзошёл всех соперников и установил свой личный рекорд в прыжках с шестом на открытом стадионе — 5,66 метра.
Выиграв национальное первенство, принимал участие в Олимпийских играх 2008 года в Пекине — начал программу прыжков с шестом с высоты в 5,30 метра, но не смог её взять.
На чемпионате мира 2009 года в Берлине так же в финал не вышел.
В 2010 году выступил на чемпионате мира в помещении в Дохе и на Азиатских играх в Гуанчжоу, во втором случае выиграл серебряную медаль — разделил награду с представителем Узбекистана Леонидом Андреевым.
В 2011 году на домашнем чемпионате мира в Тэгу выйти в финал не смог.
Выполнив олимпийский квалификационный норматив (5,60), в 2012 году благополучно прошёл отбор на Олимпийские игры в Лондоне — здесь в ходе предварительного этапа прыжков с шестом пытался взять высоту 5,35 метра, но провалил все три свои попытки.
Завершил спортивную карьеру по окончании сезона 2014 года.